# Life on the Border
 (août 2025).
Pour plus de détails, voir Fiche technique et Distribution.
Life on the Border est un film muet américain réalisé par Otis Turner et sorti en 1911.

## Fiche technique
- Titre : Life on the Border
- Réalisation : Otis Turner
- Scénario : M.L. Patterson
- Producteur : William Selig
- Société de production : Selig Polyscope Company
- Pays d'origine :  États-Unis
- Genre : Western
- Dates de sortie : 
  -  États-Unis : 22 août 1911

## Distribution
- Charles Clary : un pionnier
- Kathlyn Williams : la femme du pionnier
- Lynette Griffin : Dora, leur enfant
- Tom Mix : le chef indien